# José María Merchán
José María Merchán Illanes (Sevilla, 7 juli 1976) is een Spaanse triatleet.
Hij deed mee bij de eerste olympische triatlon op de Olympische Spelen van 2000 in Sydney. Na een zwemtijd van 18.55,49, moest hij bij het fietsen uit de wedstrijd stappen. 
Hij is aangesloten bij T3 Canoe. 

## Palmares

### triatlon
- 2000: DNF Olympische Spelen in Sydney